# Exèrcit Volcà
L'Exèrcit Volcà fou una escissió del FROLINAT (Front d'alliberament nacional del Txad) de la zona centreoriental que inicià Mahamat al-Baglani de tendència islàmica fundamentalista, de curta durada, i que va acabar submergida a la branca ètnicament àrab que va dirigir fins a la seva mort Acyl Ahmed i posteriorment As Sheick Ibn Oumar, ja llavors sota el nom de Consell democràtic revolucionari del Txad.
Una condecoració donada per Acyl Ahmed al cònsol del Txad a Barcelona Xavier Nart té com a motiu un falcó que porta una bandera que és la bandera històrica tradicional del FROLINAT.
Alburkan és la grafia occidental de la paraula àrab "volcà", i per això aquest grup és esmentat també com a Front Alburkan.